# Jarnuty (gromada)
Jarnuty – dawna gromada, czyli najmniejsza jednostka podziału terytorialnego Polskiej Rzeczypospolitej Ludowej w latach 1954–1972.
Gromady, z gromadzkimi radami narodowymi (GRN) jako organami władzy najniższego stopnia na wsi, funkcjonowały od reformy reorganizującej administrację wiejską przeprowadzonej jesienią 1954 do momentu ich zniesienia z dniem 1 stycznia 1973, tym samym wypierając organizację gminną w latach 1954–1972.
Gromadę Jarnuty z siedzibą GRN w Jarnutach utworzono – jako jedną z 8759 gromad na obszarze Polski – w powiecie ostrołęckim w woj. warszawskim, na mocy uchwały nr VI/10/10/54 WRN w Warszawie z dnia 5 października 1954. W skład jednostki weszły obszary dotychczasowych gromad Bobin, Jarnuty, Janki Młode, Tomasze i Wojsze ze zniesionej gminy Czerwin oraz obszary dotychczasowych gromad Janki Stare i Zapieczne ze zniesionej gminy Troszyn w tymże powiecie. Dla gromady ustalono 11 członków gromadzkiej rady narodowej.
31 grudnia 1959 z gromady Jarnuty wyłączono wsie Janki Stare i Zapieczne, włączając je do gromady Troszyn w tymże powiecie, po czym gromadę Jarnuty zniesiono a jej (pozostały) obszar włączono do gromady Czerwin tamże.